# Hans Falkenhagen
Hans Falkenhagen (Wernigerode, 13 de mayo de 1895 - Rostock 26 de junio de 1971) fue un físico alemán, cofundador de la teoría de electrolitos.

## Semblanza
Hijo del escultor Eduard Falkenhagen y de Anna Bornemann, a partir de 1913 estudió física, matemáticas y química en las universidades de Heidelberg, Múnich y Gotinga. En 1921 inició su doctorado con el más adelante Premio Nobel Peter Debye en Gotinga. Posteriormente trabajó durante un año como ayudante en la Universidad Técnica de Gdansk. En 1922 se incorporó a la Universidad de Colonia, donde se centró en la óptica y la física nuclear como asistente de Karl Försterling. Obtuvo una plaza de profesor en 1924 y después pasó a ser profesor adjunto en el Instituto de Física Teórica. Entre 1927 y 1928 obtuvo una beca para volver a trabajar con Debye en la Universidad de Zúrich y en la Universidad de Leipzig. En 1930 fue nombrado profesor extraordinario de física teórica en Colonia. Se unió al partido Nazi en 1933.
En 1936 fue nombrado Director del Instituto de Física Teórica de la Universidad Técnica de Dresde, cargo en el que permaneció hasta el final de la Segunda Guerra Mundial en 1945. Convertido en ciudadano de la República Democrática Alemana, tras ejercer durante un tiempo como escritor independiente en la localidad de Radebeul, Falkenhagen empezó a trabajar en 1949 como profesor a tiempo completo en la Universidad de Rostock. Allí fundó en 1951 el Instituto de Física Teórica, del que fue director hasta 1962, permaneciendo como director honorario hasta el año 1964.
Entre sus discípulos figuran los físicos Günter Kelbg y  Werner Ebeling.

## Publicaciones destacadas
- Kohäsion und Zustandsgleichung von Dipolgasen, Disertación, Gotinga 1920
- Paschen-Back-Effekt des H-Atoms, Tesis de grado, Colonia 1924
- P. Debye und H. Falkenhagen: Dispersion der Leitfähigkeit starker Elektrolyte. En: Zeitschr. f. Elektrochem. 24, 1928, p. 562ff
- Zur Theorie der Gesamtkurve des Wien-Effekts. En: Phys. Zeitschr. 30, 1929, p. 163ff
- Das Wurzelgesetz der inneren Reibung starker Elektrolyte. In: Z. phys. Chem (Leipzig) B6, 1929, p. 159ff
- Elektrolyte. Hirzel, Leipzig 1932
- Die Naturwissenschaft in Lebensbildern großer Forscher. Hirzel, Stuttgart 1948
- Theorie der Elektrolyte. Hirzel, Stuttgart 1971

## Reconocimientos
- 1955: Miembro regular de la Academia Alemana de Ciencias de Berlín
- 1962: Miembro de la Academia alemana de las ciencias naturales Leopoldina.
- Polémica acerca del descubrimiento del neutrón:

En algunas fuentes (por ejemplo, en la New World Encyclopedia) se indica que:
"James Chadwick descubrió que un científico alemán había identificado el neutrón al mismo tiempo que él. Sin embargo, Hans Falkenhagen temía publicar sus resultados. Cuando Chadwick supo del descubrimiento de Falkenhagen, le ofreció compartir el Premio Nobel. Falkenhagen, sin embargo, lo rechazó."
No obstante, los trabajos de investigación realizados en Alemania por Sieghard Scheffczyk, no han logrado encontrar documentos que sostengan mínimamente esta afirmación.

## Eponimia
- Efecto Debye-Falkenhagen, que describe el aumento de la conductividad de una solución de electrolito cuando se aplica un voltaje de muy alta frecuencia (descubierto conjuntamente con el físico holandés Peter Debye (1884-1966))